# لويس فرنانديز (ممثل)
لويس فرنانديز (بالإسبانية: Luis Fernández Estébanez)‏ هو ممثل إسباني، ولد في 31 ديسمبر 1984 بمدريد في إسبانيا.

## وصلات خارجية
- لويس فرنانديز على موقع IMDb (الإنجليزية)
- لويس فرنانديز على موقع ميوزك برينز (الإنجليزية)
- لويس فرنانديز على موقع قاعدة بيانات الفيلم (الإنجليزية)